# 川口清健
川口 清健（かわぐち きよたけ、1892年（明治25年）12月3日 - 1961年（昭和36年）5月16日）は、日本の陸軍軍人。最終階級は陸軍少将。位階勲等は従四位勲二等。

## 経歴
高知県高知市西町出身。川口清俊陸軍中佐・母スガの息子として生まれる。高知一中（城東中学）、大阪陸軍地方幼年学校、中央幼年学校を経て、1914年（大正3年）5月、陸軍士官学校（26期）を卒業。同年12月、陸軍歩兵少尉に任官し歩兵第8連隊付となる。当時は陸軍一といわれるほどの「ショーネン」（美少年）であった。参謀本部付勤務を経て、1922年（大正11年）11月、陸軍大学校（34期）を卒業した。
歩兵第8連隊中隊長、参謀本部付勤務、第4師団参謀、台湾軍参謀、陸軍重砲兵学校教官、陸軍省軍務局課員、陸軍省副官、支那駐屯軍参謀、第4師団司令部付（外事主任）、東京湾要塞参謀、北支那方面軍司令部付（宣伝部長）などを経て、1937年（昭和12年）11月、陸軍大佐に進級。北支那方面軍参謀、中部防衛参謀、中部軍参謀などを歴任。1940年（昭和15年）12月、陸軍少将に昇進し、歩兵第35旅団長となった。
太平洋戦争開戦に備えて1941年（昭和16年）11月、第35旅団は第18師団から離れ川口支隊となった。支隊は12月16日にボルネオ島のミリへ上陸、25日にはクチン飛行場を占領したが、クチン飛行場は予期に反して不良であり、代わって新しく発見されたレド飛行場の占領が急がれることになった。ところが、南方軍の意図の伝達が不十分だったこともあり、川口はクチンを離れ北上してブルネイ王との会見を行うなどして、南方軍を焦慮させた。1月6日、南方軍は川口支隊にレド攻略を命令したが、その後も数度に渡って電報で督促し、川口支隊はようやく1月27日にレド飛行場を占領した。オランダ軍事史研究所のペトラ・フルーン（Petra Groen）はこれについて「川口少将は（中略）レド飛行場に即座に進出する必要性を理解していなかったようである」と評している。その後フィリピン方面に転用され、4月10日にセブ島へ上陸して同島を戡定、さらに29日にはミンダナオ島のコタバトに上陸して、5月10日には同島の戡定を終了した。ガダルカナル島の戦いにおいて一木支隊の全滅をうけ川口支隊が投入されたが、第2師団長・丸山政男中将と意見が対立し罷免された。
1942年（昭和17年）11月、東部軍司令部付となり、翌年3月に待命。翌月予備役となるが召集を受け、1945年（昭和20年）3月、対馬要塞司令官となる。同司令部付を経て、同年8月、召集解除となった。1946年2月、フィリピンでのホセ・アバド・サントス最高裁判所長の処刑などのBC級戦犯容疑で逮捕され、巣鴨刑務所に収監。1949年（昭和24年）11月、重労働6年の判決を受けたが、1953年（昭和28年）4月に釈放された。
その後、図南商事社長に就任した。

## 親族
- 妻 川口勝子（萩野末吉陸軍中将の娘）[1]